# Thomas Eger (Wirtschaftswissenschaftler)
Thomas Eger (* 1949 in Kassel) ist ein deutscher Wirtschaftswissenschaftler, der sich insbesondere mit der ökonomischen Analyse des Rechts beschäftigt.
Eger studierte von 1969 bis 1974 Volkswirtschaftslehre in Marburg und Zagreb. Nach dem Diplom in Marburg und Assistententätigkeiten an den Universitäten Göttingen, Kassel und Paderborn promovierte Eger 1980 an der Universität-Gesamthochschule Paderborn. 1995 erfolgte schließlich die Habilitation Eine ökonomische Analyse von Langzeitverträgen an der Universität-Gesamthochschule Kassel. 2000 wurde Eger außerplanmäßiger Professor in Kassel und ist seit 2001 Professor an der Universität Hamburg und Direktor des Instituts für Recht und Ökonomik. Seine Hauptforschungsgebiete sind die ökonomische Analyse des Rechts, die Institutionenökonomik und die Europäische Integration. Eger ist außerdem Mitglied des Vereins für Socialpolitik. Von 2001 bis 2004 war er Vorsitzender des Ausschusses für Systemvergleich und Institutionenökonomik.

## Schriften
- mit Peter Dobias, Hans-Christian Iversen, Günter Juretzka: Jugoslawien. Eigentumsverhältnisse und Arbeiterselbstverwaltung. Köln 1978.
- mit Peter Weise, Wolfgang Brandes, Manfred Kraft: Neue Mikroökonomie. Heidelberg 1979. 5. Auflage 2005.
- Das regionale Entwicklungsgefälle in Jugoslawien. Paderborn 1980.
- mit Bernhard Nagel: Wirtschaftsrecht II. Mit einer Einführung in die Ökonomische Analyse des Rechts. 4. Auflage. München 2003.
- Eine ökonomische Analyse von Langzeitverträgen. Marburg 1995.
- mit Hans-Jürgen Wagener, Heiko Fritz: Europäische Integration. Recht und Ökonomie, Geschichte und Politik. München 2006.
- mit Peter Weise: Target-Forderung: Target-Kredit der Bundesbank oder Target-Einnahme der Geschäftsbank? Metropolis-Verlag, Marburg 2022, ISBN 978-3-7316-1502-6.